# St. Hubertus
La St. Hubertus ou Hubi est une liqueur amère à base de plantes médicinales, que l'on consomme en tant qu'apéritif ou digestif en Europe centrale. 
On décrit une liqueur hongroise qui aurait été inventée en 1904 par Géza Braun et une autre tchèque créée en 1937 par Antonin Metelka.